# Летний дворец (Пекин)

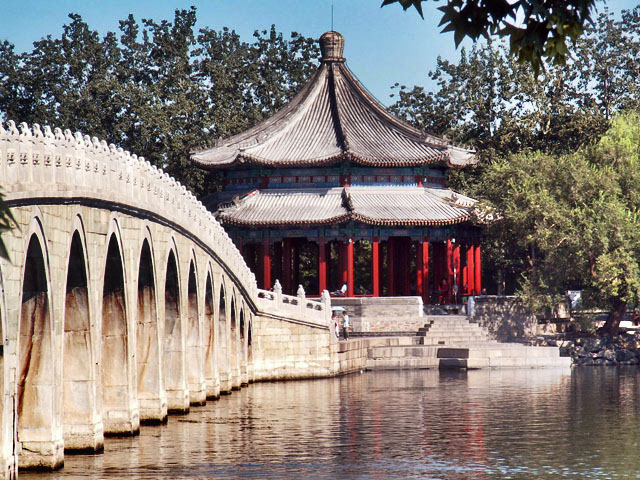
Мост из 17 пролетов

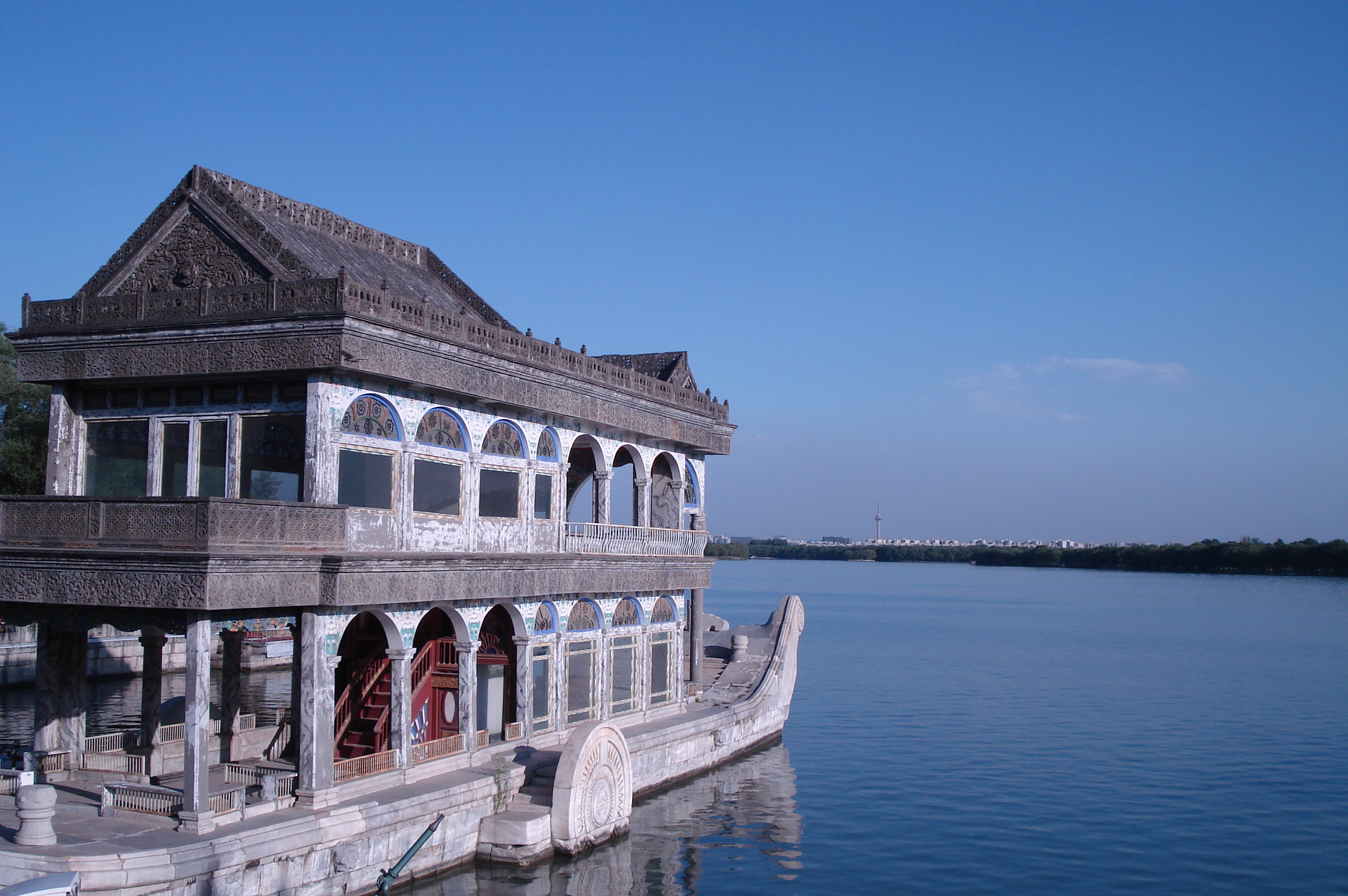
Мраморная ладья

Летний императорский дворец (кит. трад. 頤和園, упр. 颐和园, пиньинь Yíhé Yuán, Парк Ихэюань) — летняя резиденция императоров Цзиньской, Юаньской и Цинской империи на окраине Пекина. Парк с более чем 3000 строений занесён ЮНЕСКО в список всемирного наследия человечества. К западу до 1860 года находились обширные Императорские сады.
Создание «Сада чистой ряби» началось в 1750 году по приказу императора Цяньлуна с устройства рукотворного озера Куньмин (прообраз — Дяньчи). Из вырытой при строительстве озера земли возведён холм Долголетия, на вершине которого выстроены несколько буддийских храмов.
Вдоль берега идет Длинный коридор, занесённый в Книгу рекордов Гиннесса как «самый длинный в мире расписанный коридор» — 728 метров. На стенах висит около 8 тысяч картин. Вокруг стоят бронзовые фигуры драконов и львов — символов императорского могущества. Здесь же на берегу стоит знаменитая Мраморная ладья, где любила обедать императрица Цыси, потратившая на создание Летнего дворца деньги, собранные на строительство китайского военно-морского флота — 30 миллионов лян серебра (937,500 кг).
Парк неоднократно перестраивался, его общая площадь — около 290 гектаров. Расположенная в северной части парка гора Ваньшоушань («Гора долголетия») занимает четверть этой площади, а лежащее к югу от горы озеро Куньминху — примерно три четверти.

## Архитектурный ансамбль парка
- главный вход — Дунгунмэнь («Ворота к восточным дворцам»)
- дворец Жэньшоудянь («Дворец человеколюбия и долголетия»)
- дворец Дэхэюань («Дворец добродетелей и гармонии»)
- павильон Лэшоутан («Зал радости и долголетия»)
- павильон Юйланьтан («Павильон орхидей»)
- галерея Чанлан (самый длинный в мире расписанный коридор)
- дворец Пайюньдянь («Дворец заоблачных высей»)
- храм Дэхойдянь («Храм сияния добродетели»)
- храм Фосянгэ («Дворец воскуривания благовоний в честь Будд»)
- храм Чжихойхай («Море мудрости и разума»)
- павильон Баоюньгэ («Дворец драгоценного облака»)
- каменный корабль Цинъяньфан (Мраморная ладья)
- арочный мост Шицикунцяо («Мост из 17 пролетов»)
- павильон Лунванмяо («Храм царя драконов»)
- павильон Ханьсютан («Зал скромности»)
- мост Юйдайцяо («Нефритовый пояс»)